# Platychiton amazonicus
Platychiton amazonicus är en insektsart som beskrevs av Max Beier 1960. Platychiton amazonicus ingår i släktet Platychiton och familjen vårtbitare. Inga underarter finns listade i Catalogue of Life.